# Sant’Atanasio a Via Tiburtina
Sant’Atanasio a Via Tiburtina (lat.: Sancti Athanasii ad viam Tiburtinam) ist eine Kirche in Rom.

## Überblick
Die Pfarrei wurde am 11. März 1961 mit dem Erlass des Kardinalvikars Clemente Micara Neminem sane errichtet und die Kirche geweiht. Papst Johannes Paul II. erhob die Kirche am 28. Juni 1991 zu einer Titelkirche der römisch-katholischen Kirche. Namenspatron ist der heilige Athanasius.
Der moderne Kirchenbau wurde in den 1950er Jahren nach einem Entwurf des Ingenieurs Ernesto Vichi erstellt. Die Struktur der Kirche basiert auf einem Griechischen Kreuz. In vier Fensterfassaden werden die eucharistischen Symbole von Blut und Wein, der heilige Athanasius und der Heilige Geist dargestellt. Der Hauptaltar aus Granit in einer halbkreisförmigen Anordnung zeigt im Hintergrund das Letzte Abendmahl. In den Seitenflächen finden sich eine Darstellung aus dem 18. Jahrhundert von Mariä Aufnahme in den Himmel sowie neben dem Taufbecken eine Bronzefigur von Johannes dem Täufer.
Die Kirche befindet sich im römischen Quartier Pietralata in der Via Achille Benedetti 11.

## Kardinalpriester
- Alexandru Todea (28. Juni 1991 – 22. Mai 2002)
- Gabriel Zubeir Wako, seit 21. Oktober 2003